# Вігоне
Вігоне, Віґоне (італ. Vigone, п'єм. Vigon) — муніципалітет в Італії, у регіоні П'ємонт,  метрополійне місто Турин.
Вігоне розташоване на відстані близько 520 км на північний захід від Рима, 29 км на південний захід від Турина.
Населення — 5225 осіб (2014).
Покровитель — san Nicola da Tolentino.

## Демографія
Населення за роками:

Станом на 1 січня 2023 року в муніципалітеті офіційно проживало 308 іноземців з 21 країни, серед них 198 громадян країн Євросоюзу та 2 громадяни України.

## Сусідні муніципалітети
- Буріаско
- Кавур
- Черченаско
- Мачелло
- Панкальєрі
- Віллафранка-П'ємонте
- Вірле-П'ємонте